# Sargus latus
Sargus latus är en tvåvingeart som beskrevs av Luigi Bellardi 1859. Sargus latus ingår i släktet Sargus och familjen vapenflugor. Inga underarter finns listade i Catalogue of Life.